# Colleville-sur-Mer
Colleville-sur-Mer é uma comuna francesa na região administrativa da Normandia, no departamento Calvados. Estende-se por uma área de 6,95 km². Em 2010 a comuna tinha 178 habitantes (densidade: 25,6 hab./km²).

## História
Era originalmente uma fazenda de propriedade de Koli, um colono escandinavo da Idade Média. Ela compartilha a mesma etimologia de outra localização chamada Colleville na Normandia. Durante a conquista da Inglaterra por Guilherme I de Inglaterra, em seguida por Gilbert de Colleville, que recebeu terras na Inglaterra; foi a partir deste Cavaleiro que a moderna família de Colville/Colvin se estabeceria, incluindo o Clan Colville na Escócia e o Barony de Colville, do Castelo Bytham na Inglaterra.

Durante Segunda Guerra Mundial, a praia ao lado da vila costeira foi um dos principais setores de desembarque durante a Invasão da Normandia em 6 de junho de 1944, designada Praia de Omaha. 

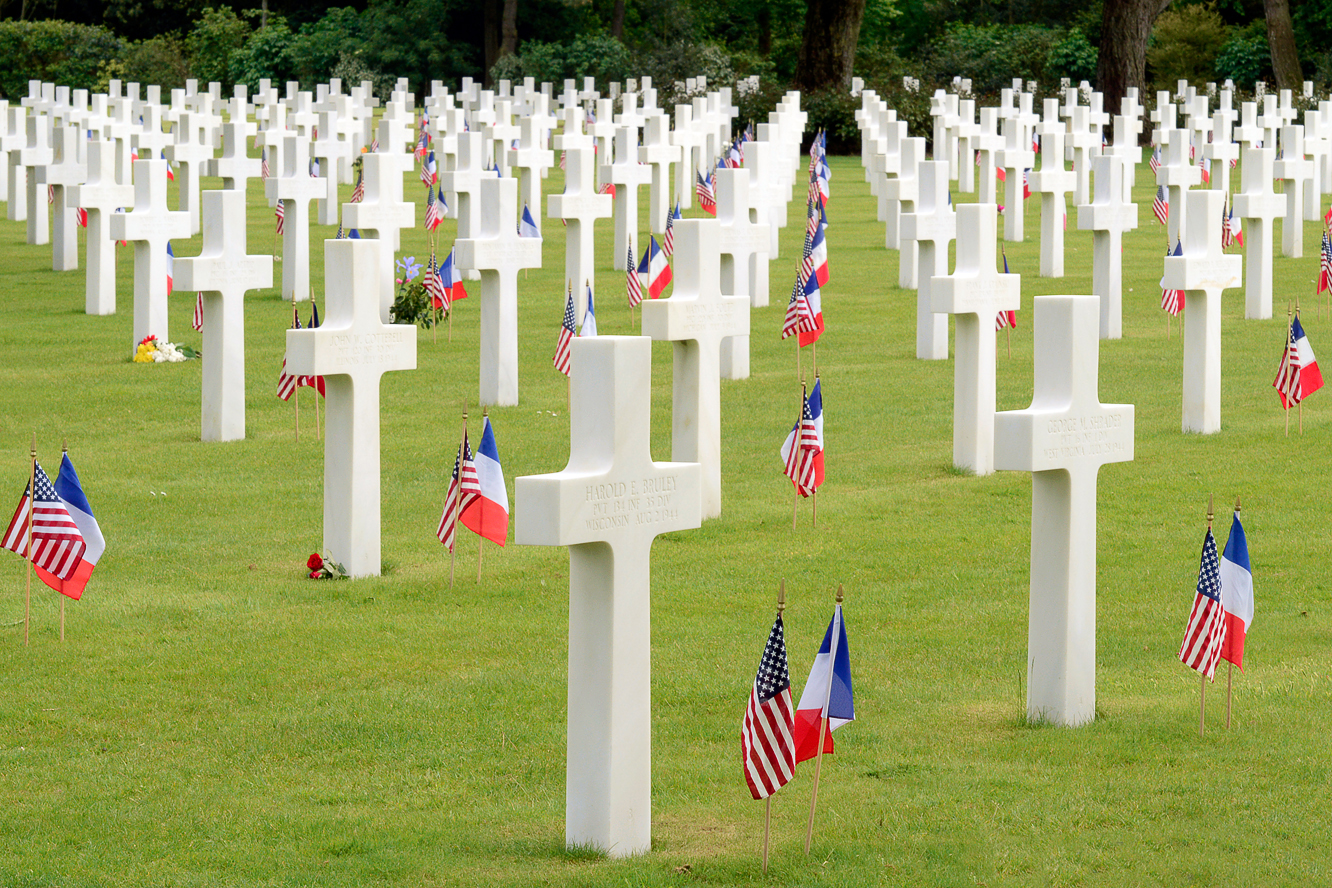
O Cemitério e Memorial Americano da Normandia está localizado em Colleville-sur-Mer.